# Campionati mondiali di sollevamento pesi 2017 - 69 kg maschile
Le gare di sollevamento pesi della categoria fino a 69 kg maschile — pesi leggeri — dei campionati mondiali del 2017 si sono svolte dal 30 novembre al 1º dicembre 2017 ad Anaheim presso l'Anaheim Convention Center Arena.

## Programma
L'orario indicato corrisponde a quello californiano (UTC–08:00)
| Data             | Orario | Evento   |
| ---------------- | ------ | -------- |
| 30 novembre 2017 | 10:55  | Gruppo B |
| 1º dicembre 2017 | 19:55  | Gruppo A |

## Medagliati
Per ciascun esercizio, i primi tre classificati sono i seguenti:
| Esercizio | Oro            | Oro    | Argento       | Argento | Bronzo          | Bronzo |
| --------- | -------------- | ------ | ------------- | ------- | --------------- | ------ |
| Strappo   | Won Jeong-sik  | 148 kg | Tairat Bunsuk | 147 kg  | Mirko Zanni     | 144 kg |
| Slancio   | Doston Yoqubov | 179 kg | Won Jeong-sik | 178 kg  | Bernardin Matam | 177 kg |
| Totale    | Won Jeong-sik  | 326 kg | Tairat Bunsuk | 321 kg  | Bernardin Matam | 318 kg |

## Record
Prima di questa competizione, i record mondiali esistenti erano i seguenti:
| Record mondiale | Strappo | Liao Hui | 166 kg | Almaty, Kazakistan | 10 novembre 2014 |
| Record mondiale | Slancio | Liao Hui | 198 kg | Varsavia, Polonia  | 23 ottobre 2013  |
| Record mondiale | Totale  | Liao Hui | 359 kg | Almaty, Kazakistan | 10 novembre 2014 |

## Risultati
| Pos. | Atleta                    | Gr. | Peso atleta | Strappo (kg) | Strappo (kg) | Strappo (kg) | Strappo (kg) | Slancio (kg) | Slancio (kg) | Slancio (kg) | Slancio (kg) | Totale   |
| Pos. | Atleta                    | Gr. | Peso atleta | 1            | 2            | 3            | Pos.         | 1            | 2            | 3            | Pos.         | Totale   |
| ---- | ------------------------- | --- | ----------- | ------------ | ------------ | ------------ | ------------ | ------------ | ------------ | ------------ | ------------ | -------- |
|      | Won Jeong-sik (KOR)       | A   | 68.85       | 142          | 146          | 148          |              | 178          | 178          | 181          |              | 326      |
|      | Tairat Bunsuk (THA)       | A   | 68.73       | 142          | 145          | 147          |              | 174          | 174          | 180          | 6            | 321      |
|      | Bernardin Matam (FRA)     | A   | 69.00       | 141          | 143          | 143          | 6            | 175          | 177          | 181          |              | 318      |
| 4    | Briken Calja (ALB)        | A   | 68.91       | 142          | 145          | 146          | 4            | 175          | 180          | 180          | 5            | 317      |
| 5    | Mitsunori Konnai (JPN)    | A   | 68.90       | 133          | 138          | 141          | 7            | 168          | 176          | 181          | 4            | 317      |
| 6    | Doston Yoqubov (UZB)      | A   | 68.92       | 135          | 135          | 135          | 13           | 176          | 179          | 184          |              | 314      |
| 7    | Robert Joachim (GER)      | A   | 68.89       | 135          | 139          | 141          | 8            | 170          | 175          | 175          | 8            | 311      |
| 8    | Mirko Zanni (ITA)         | A   | 68.85       | 140          | 144          | 146          |              | 165          | 170          | —            | 10           | 309      |
| 9    | Mahmoud Al-Humayd (KSA)   | A   | 69.00       | 132          | 138          | 138          | 11           | 170          | 175          | 175          | 7            | 308      |
| 10   | David Sánchez (ESP)       | A   | 68.76       | 140          | 144          | 144          | 10           | 165          | 170          | —            | 11           | 305      |
| 11   | Suttipong Jeeram (THA)    | B   | 68.71       | 131          | 132          | 132          | 15           | 161          | 164          | 168          | 13           | 296      |
| 12   | Mohsen Al-Duhaylib (KSA)  | B   | 68.99       | 131          | 135          | 135          | 12           | 160          | 160          | 162          | 14           | 295      |
| 13   | Erik Herrera (ECU)        | B   | 68.73       | 124          | 124          | 128          | 18           | 162          | 167          | 169          | 9            | 295      |
| 14   | Óscar Terrones (PER)      | B   | 68.93       | 125          | 129          | 133          | 17           | 155          | 161          | 165          | 12           | 294      |
| 15   | Petr Petrov (CZE)         | B   | 69.00       | 132          | 132          | 132          | 16           | 158          | 164          | 165          | 15           | 290      |
| 16   | Víctor Castro (ESP)       | B   | 68.80       | 132          | 137          | 137          | 14           | 153          | 153          | 157          | 17           | 289      |
| 17   | Charles Ssekyaaya (UGA)   | B   | 66.14       | 117          | 122          | 122          | 19           | 152          | 157          | 160          | 16           | 274      |
| —    | Simon Brandhuber (GER)    | B   | 68.94       | 138          | 142          | 145          | 5            | 160          | 160          | 160          | —            | —        |
| —    | Clarence Cummings (USA)   | A   | 68.97       | 136          | 139          | 141          | 9            | 177          | 178          | 178          | —            | —        |
| —    | Hakim Ssempereza (UGA)    | B   | 68.22       | 108          | 111          | 114          | 20           | 140          | 140          | 140          | —            | —        |
| —    | Karem Ben Hnia (TUN)      | A   | 68.80       | 145          | 145          | 146          | —            | —            | —            | —            | —            | —        |
| —    | Ahmad Edris Mushfiq (AFG) | B   | ritirato    | ritirato     | ritirato     | ritirato     | ritirato     | ritirato     | ritirato     | ritirato     | ritirato     | ritirato |